# Shaina
Shaina es una película para televisión de Zimbabue de 2020 dirigida por Beautie Masvaure Alt y producida por Siphiwe Hlabangane. Está protagonizada por Wilmah Munemera con Tinodiwanashe Chitma, Gamu Mukwakwami, Tarumbidwa Chirume y Joylene Malenga.

## Sinopsis
Shine, una adolescente zimbabuense, y su grupo de amigas, se enfrentan a obstáculos que les cambian la vida, mientras aprenden sobre el perdón y amistad.

## Elenco
- Wilmah Munemera como Shine
- Tinodiwanashe Chitma como Zo
- Gamu Mukwakwami como Stella
- Tarumbidwa Chirume como Busi
- Joylene Malenga como Miss Muzondo
- Tadiwa Marowa como Faro
- Charmaine Mujeri como Mai Faro
- Tongai Sammy T. Mundawarara como Mathius
- Jesesi Mungoshi como Ambuya
- Eddie Sandifolo como Simba
- Fadzai Simango como Brian

## Producción y lanzamiento
Se estrenó el 21 de agosto de 2020 en ZBC-TV. Recibió reseñas positivas de la crítica. Fue producida con el apoyo del pueblo estadounidense a través de la Agencia de los Estados Unidos para el Desarrollo Internacional (USAID). La película también fue nominada a los Premios Peabody al Servicio Público. Se realizó principalmente como un programa de concienciación para transmitir mensajes de salud sobre temas clave como pobreza, embarazo, salud maternoinfantil, violencia de género, malaria y tuberculosis.